# Daiichi Sankyo
Daiichi Sankyo Company Limited (第一三共株式会社) (TYO: 4568
) er en japansk medicinalvirksomhed. Virksomheden blev oprettet i 2005 gennem fusionen af Daiichi Pharmaceutical og Sankyo, og flyttede til det nuværende driftsselskab.